# 3999 Аристарх
3999 Аристарх (1989 AL, 1943 EW, 1951 GD1, 1970 DA, 1972 TJ1, 1974 EH, 1975 NA1, 1976 UQ4, 1979 QC7, 1980 XF1, 1984 YH3, 3999 Aristarchus) — астероїд головного поясу, відкритий 5 січня 1989 року.
Тіссеранів параметр щодо Юпітера — 3,479.
Астероїд названо на честь Аристарха Самоського (бл.310 до н. е. — бл.230 до н. е.) — давньогрецького астронома.